# Giáo phận Surat Thani
Giáo phận Surat Thani (tiếng Thái: สังฆมณฑลสุราษฎร์ธานี; tiếng Latinh: Diœcesis Suratthanensis) là một giáo phận của Giáo hội Công giáo Rôma ở Thái Lan. Lãnh đạo đương nhiệm của giáo phận là Giám mục Giuse Prathan Sridarunsil.

## Địa giới
Địa giới giáo phận bao gồm tỉnh Prachuap Khiri Khan và các tỉnh nằm tại phía nam tỉnh này ở Thái Lan.
Tòa giám mục và Nhà thờ chính tòa Thánh Raphaen của giáo phận được đặt tại thành phố Surat Thani.
Giáo phận được chia thành 40 giáo xứ.

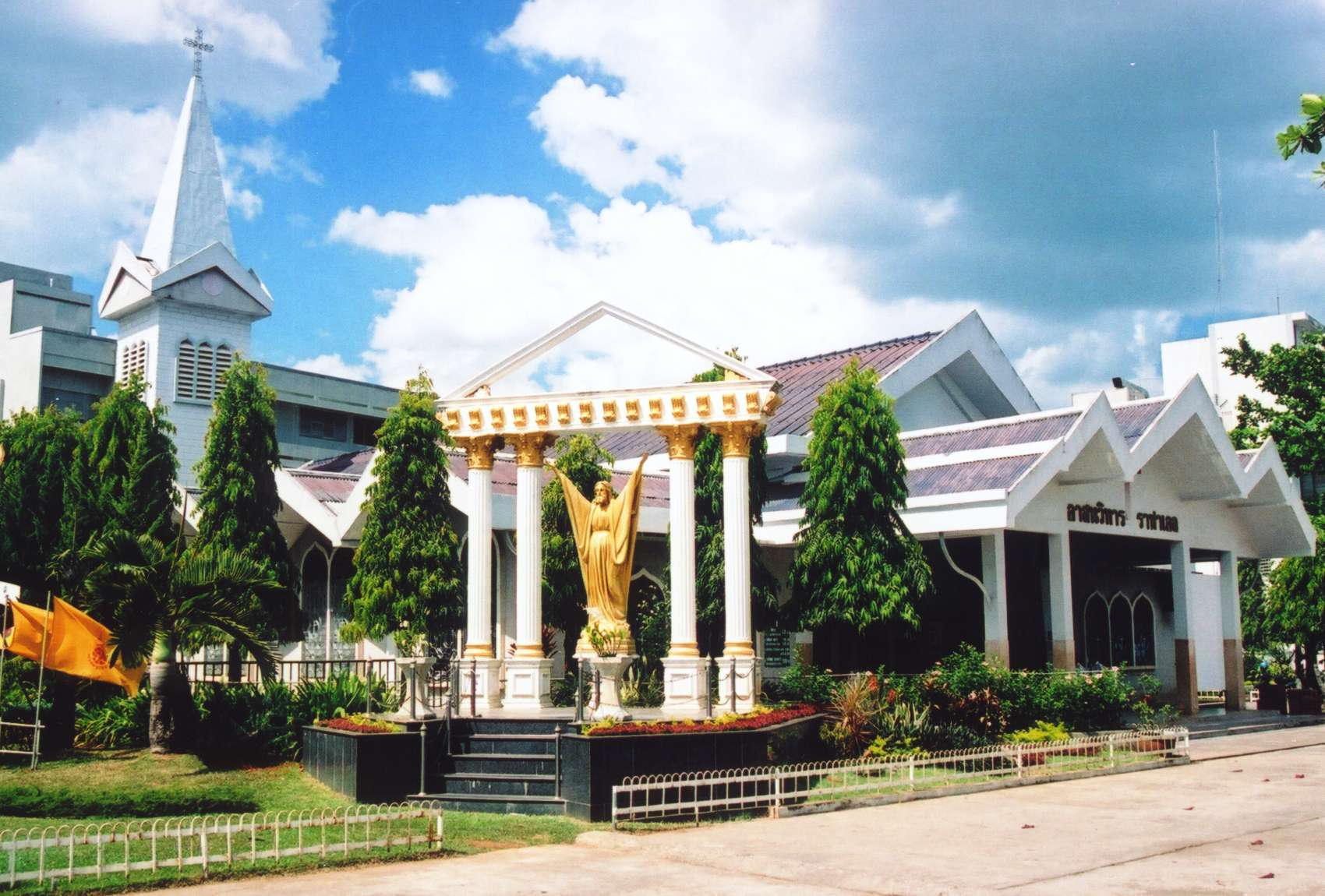
Nhà thờ chính tòa Thánh Raphaen cũ của giáo phận

## Lịch sử
Giáo phận được thành lập vào ngày 26/6/1969 theo tông sắc Qui Regno Christi của Giáo hoàng Phaolô VI, trên phần lãnh thổ tách ra từ Giáo phận Ratburi (hiện là Giáo phận Ratchaburi).

## Giám mục quản nhiệm
Các giai đoạn trống tòa không quá 2 năm hay không rõ ràng bị loại bỏ.
- Pietro Luigi Carretto, S.D.B. † (26/6/1969 - 21/6/1988 từ nhiệm)
- Micae Praphon Chaicharoen, S.D.B. † (21/6/1988 - 20/5/2003 qua đời)
- Giuse Prathan Sridarunsil, S.D.B., từ 9/10/2004

## Thống kê
Đến năm 2020, giáo phận có 8.191 giáo dân trên dân số tổng cộng 10.593.352, chiếm 0,1%.
| Năm  | Dân số   | Dân số     | Dân số | Linh mục      | Linh mục       | Linh mục      | Linh mục                | Phó tế | Tu sĩ     | Tu sĩ    | Giáo xứ |
| Năm  | giáo dân | tổng cộng  | %      | linh mục đoàn | linh mục triều | linh mục dòng | tỉ lệ giáo dân/linh mục | Phó tế | nam tu sĩ | nữ tu sĩ | Giáo xứ |
| ---- | -------- | ---------- | ------ | ------------- | -------------- | ------------- | ----------------------- | ------ | --------- | -------- | ------- |
| 1970 | 3.820    | 3.270.989  | 0,1    | 24            |                | 24            | 159                     |        | 28        | 31       |         |
| 1980 | 5.007    | 5.943.000  | 0,1    | 31            |                | 31            | 161                     |        | 35        | 66       | 13      |
| 1990 | 5.908    | 7.061.000  | 0,1    | 33            | 1              | 32            | 179                     |        | 37        | 101      | 29      |
| 1999 | 6.586    | 8.540.114  | 0,1    | 31            | 5              | 26            | 212                     |        | 61        | 74       | 36      |
| 2000 | 6.586    | 8.540.114  | 0,1    | 31            | 5              | 26            | 212                     |        | 61        | 74       | 36      |
| 2001 | 6.682    | 8.629.828  | 0,1    | 40            | 6              | 34            | 167                     |        | 70        | 95       | 37      |
| 2002 | 6.500    | 8.167.224  | 0,1    | 39            | 6              | 33            | 166                     |        | 49        | 105      | 19      |
| 2003 | 6.178    | 8.904.385  | 0,1    | 40            | 8              | 32            | 154                     |        | 40        | 103      | 39      |
| 2004 | 6.682    | 9.015.380  | 0,1    | 43            | 9              | 34            | 155                     |        | 44        | 99       | 39      |
| 2010 | 7.466    | 9.245.923  | 0,1    | 45            | 10             | 35            | 165                     |        | 41        | 116      | 40      |
| 2014 | 7.780    | 9.717.595  | 0,1    | 47            | 13             | 34            | 165                     |        | 66        | 111      | 39      |
| 2017 | 7.359    | 9.880.696  | 0,1    | 45            | 13             | 32            | 163                     |        | 56        | 116      | 40      |
| 2020 | 8.191    | 10.593.352 | 0,1    | 48            | 16             | 32            | 170                     |        | 56        | 109      | 41      |